# Synagoga v Kloboukách u Brna
Synagoga v Kloboukách u Brna je bývalá židovská modlitebna postavená v roce 1912 v secesním stylu, jež byla posléze prodána manželům Nejezchlebovým a následně přestavěna na obytný dům. Svému účelu sloužila do roku 1942

## Podoba Synagogy
Jednalo se o samostatně stojící halovou budovu s mansardovou střechou, k jejíž hlavní lodi navazoval na západní straně nižší vstupní trakt společně se schodištěm. Architektonické a dekorativní prvky budovu řadily do secesního stylu: kombinace režného cihelného zdiva a omítky, neobvyklé tvary oken, motivy šikmé linky. 